# Поспіловський Дмитро Володимирович
Дмитро Володимирович Поспіловський (13 січня 1935, село Рясники, Польська Республіка — 12 вересня 2014, Маунт Хоуп, Гамільтон) — канадський історик українського походження. Публіцист, радіожурналіст, економіст. Також послідовний москвофіл на ґрунті православ'я. Критик українського автокефального руху.
Правнук відомого педагога Костянтина Ушинського.

## Біографія
Д.Поспіловський народився 13 січня 1935 року в селі Рясники в маєтку свого прадіда Костянтина Костянтиновича Ушинського (тепер Рівненська область). Тоді ця територія входила до складу Польщі.
Під час Другої світової війни в 1944 році разом з сім'єю виїхав на Захід, а після 1945 року жив у Західній Німеччині, навчався в російській школі.
Емігрувавши до Канади, Д.Поспіловський 1953 закінчив середню школу в Монреалі. Вивчав політологію і економіку в Університеті Конкордія в Монреалі, який закінчив 1957.
1961 отримав вчений ступінь магістра в Університеті міста Лондон, провінція Онтаріо. А 1967 здобув науковий ступінь доктора в Лондонської школі економічних і політичних наук.
1953—1996 роках Д.Поспіловський — член Народно-трудового союзу (НТС). 1957—1959 він працював в системі НТС, в тому числі на радіостанції «Вільна Росія», що розташовувалася на території ФРН і здійснювала мовлення на СССР. 1959—1967 працював на радіостанції BBC у Великій Британії, а в 1967—1969 рр. — у Гуверівському інституті війни, революції і миру при Стенфордському університеті в місті Пало-Альто (США). У 1969—1972 роках Д.Поспіловський керував відділенням Дослідної секції радіо «Свобода».
У 1972—1997 рр. він викладав російську історію в Університеті Західного Онтаріо в Лондоні (Онтаріо). Також працював у Російському дослідницькому центрі Гарвардського університету. З 1997 року Д.Поспіловський на пенсії, заслужений професор Університету Західного Онтаріо.
Д.Поспіловський був одним із засновників православної парафії Преображення Господнього в Лондоні (провінція Онтаріо, Канада) в юрисдикції Православної церкви в Америці. В інтерв'ю, опублікованому в 1999 році, повідомив, що належить до канадського приходу Антіохійського патріархату.
У 1988 році Д.Поспіловський вперше зміг приїхати в СРСР у складі американської делегації на Помісний Собор, що проводився в зв'язку з 1000-річчям хрещення Русі.
На початку 1990-х років він читав курси лекцій з церковної історії в різних російських і білоруських навчальних закладах, у тому числі в Біблійно-Богословському інституті св. Апостола Андрія в Москві, в Православному університеті ім. св. апостола Іоанна Богослова в Москві, в Смоленській та Мінській духовних семінаріях. Увійшов до складу опікунської ради Свято-Філаретівського православно-християнського інституту.
Д.Поспіловський — автор публікацій в журналах «Грані», «Посєв», газеті «Російська думка», інших виданнях російського зарубіжжя. Спеціалізується на історії Православної церкви, найвідомішою його працею є монографія «Російська Православна Церква в XX столітті» (1995).
У 2003 році опублікував працю «Тоталітаризм і віросповідання», в якому проаналізував природу тоталітарних режимів (на прикладах історії СССР, Китаю, Північної Кореї та інших режимів), а також їх антицерковну діяльність.
Помер Поспіловський 12 вересня 2014 в містечку Маунт Гоуп (Канада) на 80-му році життя.

## Праці
- Russian Police Trade Unionism: Experiment or Provocation. — London, 1971.
- The Resurgence of Russian Nationalism in Samizdat. — London; Reading, 1973.
- The Russian Church under the Soviet Regime, 1917—1982: In 2 vols. — Crestwood (N. Y.), 1984.
- На путях к рабочему праву. — Frankfurt/M.: Посев, 1987. — 240 с.
- A History of Soviet Atheism in Theory and Practice, and the Believer: In 3 vols. — London, 1987—1988.
- Из истории русского церковного зарубежья (Лекции, прочит. в 1991 г. в ЛДА, МДА, Костромской ДС) // Церковь и время. — 1991. — № 1, 2. — С. 19-64, 53-71.
- Слово после литургии во Владимирском соборе б. Сретенского монастыря 30 июня 1991 года // Православная община. — № 20.
- Пресс-конференция депутатов Верховного Совета России священника Глеба Якунина о мирянина Пономарёва 20 марта 1992 г. и «круглый стол» 22 марта // Вестник РХД. — 1992. — № 1.
- От патриарха Тихона к митр. (патриарху) Сергию: преемственность или предательство? (Доклад на конференции «Церковь и советская власть в 20-30-х гг.» Санкт-Петербург, май 1992 г.) // Церковь и время. — 1992. — № 3. — С. 43-60.
- Роль русского зарубежья в распространении Православия // Альфа и Омега. — 1994. — № 1. — С. 73-81.
- Опасные симптомы в современном русском православии // Сегодня. — 1994. — № 28 (12 февраля). — С. 11.
- Русская Православная Церковь в ХХ веке. — М.: Республика, 1995. — 512 с. (Английский перевод — The Orthodox Church in the History of Russia. — Crestwood, 1998).
- Histoire de l’Église russe (1995) совместно с Никитой Струве и о. Владимиром Зелинским
- Православная Церковь в истории Руси, России и СССР. [Архівовано 19 серпня 2017 у Wayback Machine.] — М.: Ин-т св. Андрея, 1996. — 408 с.
- Церковное обновление, обновленчество и патриарх Тихон // Церковь и время. — 1999. — № 2. — С. 59-298.
- L'autunno della Santa Russia (1999) изд. католическим монастырем в Бозе, Италия
- «Осень святой Руси». Сталин и Церковь: «Конкордат 1943 г.» и жизнь Церкви. // Церковно-исторический вестник. — М., 2000. — № 6/7. — С. 209—228.
- Размышления над книгой (Рецензия на книгу протоиерея В. Цыпина «История Русской Церкви (1917—1997)») // Церковно-исторический вестник. — М., 2000. — № 6/7. — С. 231—237.
- Тоталитаризм и вероисповедание. [Архівовано 5 вересня 2017 у Wayback Machine.] — М., 2003.
- Какой ценой? Приходская летопись храма, который никогда не закрывался. — М., 2003.
- Тоталитаризм и вероисповедание (2003) изд. Библейско-богословским институтом при поддержке Института «Открытое общество» (фонд Сороса)
- На пути к соборности [Архівовано 5 вересня 2017 у Wayback Machine.] // Континент. — 2004. — № 121.
- Митрополит Никодим и его время [Архівовано 1 серпня 2017 у Wayback Machine.]
- Митрополит Сергий и расколы справа [Архівовано 1 серпня 2017 у Wayback Machine.]
- Некоторые проблемы современной Русской Православной Церкви [Архівовано 1 серпня 2017 у Wayback Machine.]
- Обновленчество. [Архівовано 18 вересня 2017 у Wayback Machine.] Переосмысление течения в свете архивных документов [Архівовано 18 вересня 2017 у Wayback Machine.]
- Русская православная церковь в XX веке. [Архівовано 15 вересня 2017 у Wayback Machine.]
- Русская Православная Церковь сегодня и новый патриарх. [Архівовано 1 серпня 2017 у Wayback Machine.]
- Штрих-код как образ врага. [Архівовано 20 серпня 2017 у Wayback Machine.] Кто заинтересован в подобном мифотворчестве? [Архівовано 20 серпня 2017 у Wayback Machine.]
- Сталин и Церковь. «Конкордат» 1943 г. [Архівовано 11 серпня 2017 у Wayback Machine.] и жизнь Церкви (В свете архивных документов) [Архівовано 11 серпня 2017 у Wayback Machine.]